# عائشة خاتون أونال
عائشة خاتون أونال واسمها يلفظ بالتركية: «عايشه» (بالتركية: Ayşe Hatun Önal)‏ وهي ممثلة وعارضة أزياء مغنية تركية ولدت في يوم 29 يوليو 1978 في مدينة أضنة في تركيا وهي الفائزة بمسابقة ملكة جمال تركيا لسنة 1999.

## روابط خارجية
- عائشة خاتون أونال على موقع IMDb (الإنجليزية)
- عائشة خاتون أونال على موقع ميوزك برينز (الإنجليزية)
- عائشة خاتون أونال على موقع ديسكوغز (الإنجليزية)
- عائشة خاتون أونال على موقع قاعدة بيانات الفيلم (الإنجليزية)